# Droužetice

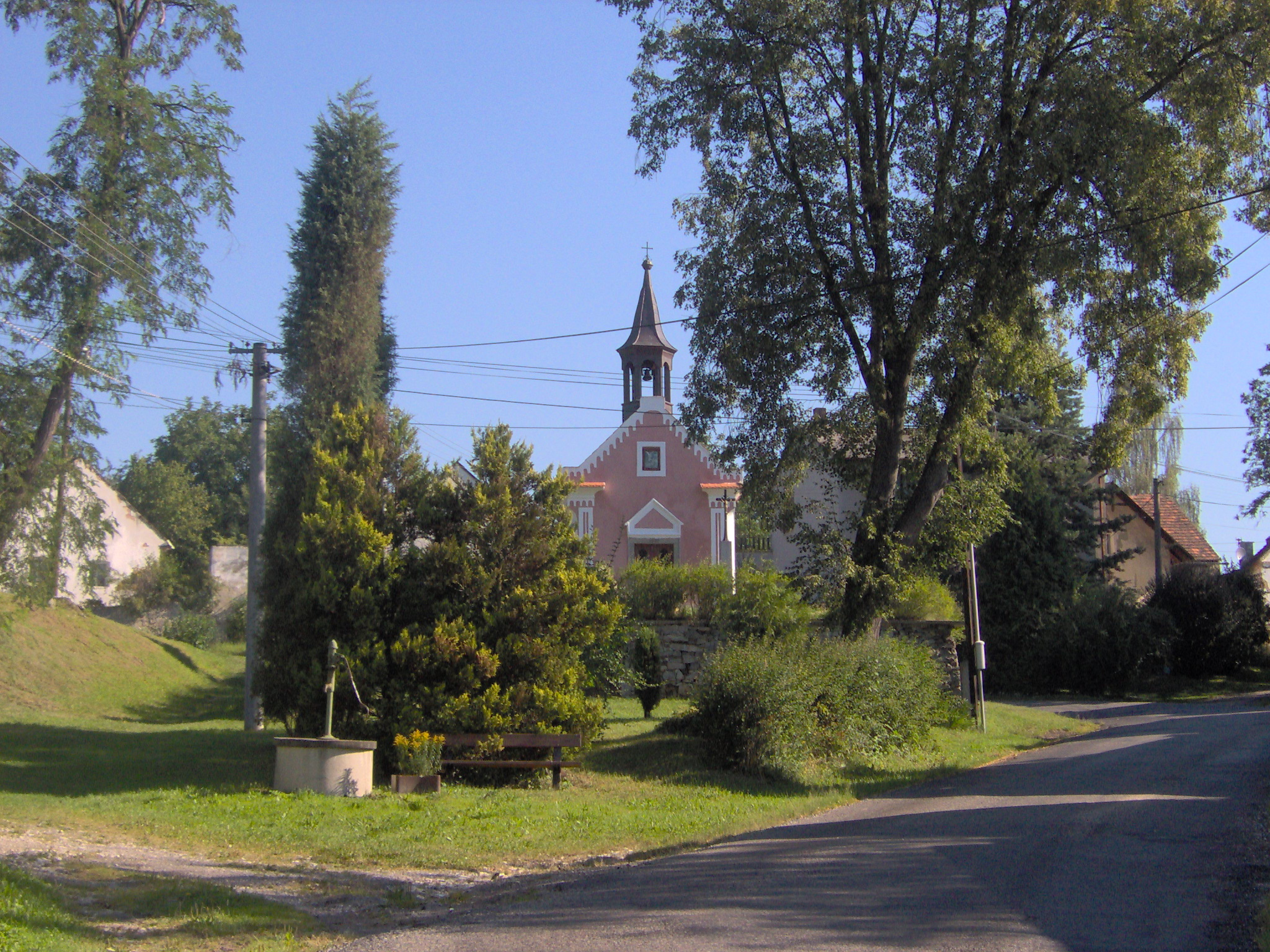
Kapelle in Droužetice

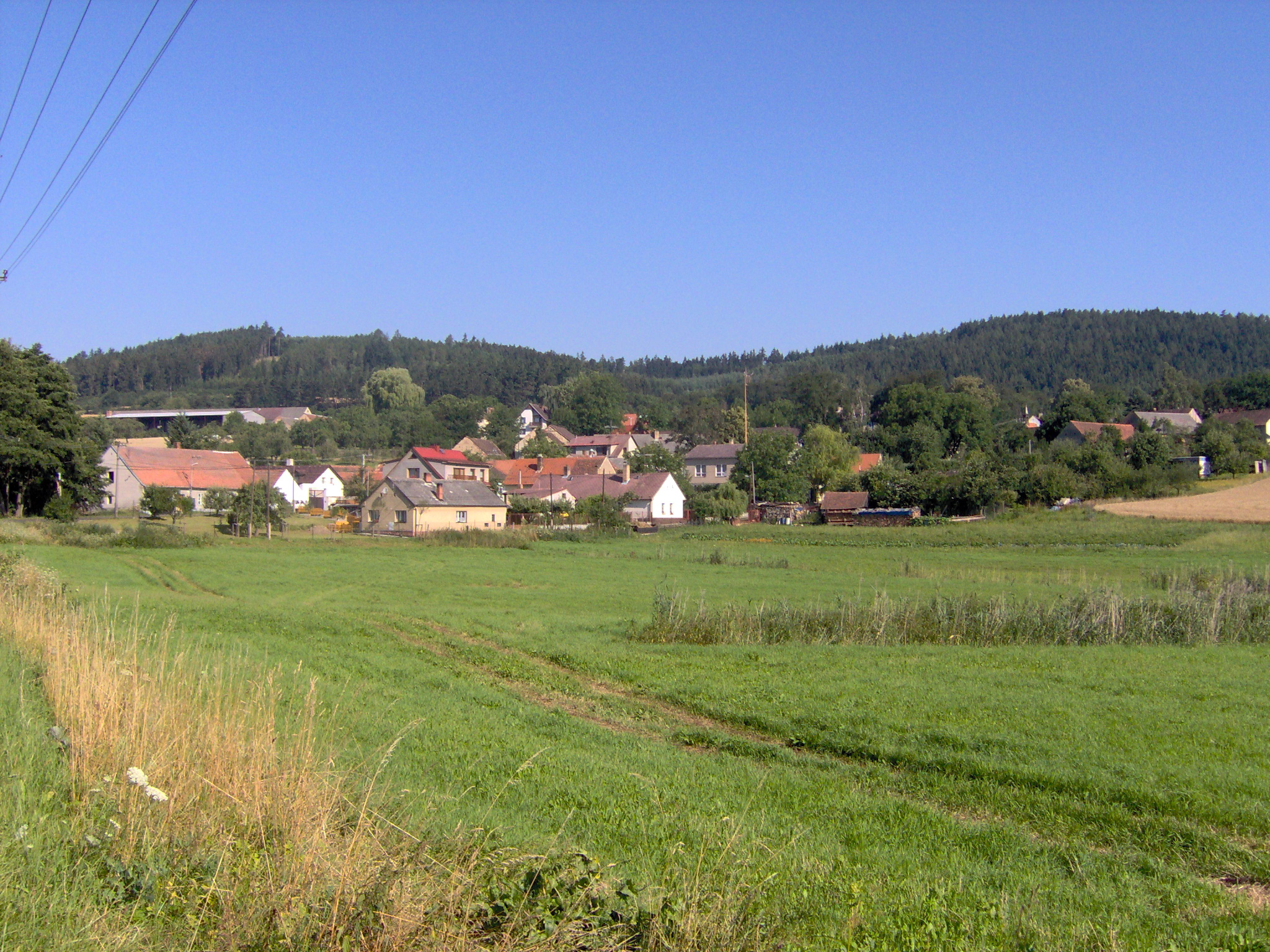
Ortsansicht von Droužetice

Droužetice [ˈdrɔʊʒɛcɪt͡sɛ] (deutsch Drauschetitz) ist eine Gemeinde in Tschechien. Sie liegt vier Kilometer nördlich von Strakonice in Südböhmen und gehört zum Okres Strakonice.

## Geographie

### Geographische Lage
Droužetice befindet sich rechtsseitig über dem Tal des Baches Řepický potok im Hügelland Blatenská pahorkatina. Im Nordosten erhebt sich die Věna (486 m), östlich der Ostrý (522 m) und der Hradec (511 m), im Süden der Šibeník (510 m) und die Ryšová (527 m), südöstlich die Hliničná (500 m) sowie im Nordwesten der Tisovník (589 m). Am südlichen Ortsausgang liegt der Teich Podvesní rybník, gegen Osten befindet sich entlang des Řepický potok mit dem Horní řepický rybník, Pilský rybník und Dolní řepický rybník eine Kaskade von Teichen. Durch das Tal verläuft die Bahnstrecke Březnice–Strakonice.

### Gemeindegliederung
Die Gemeinde Droužetice besteht aus den Ortsteilen Černíkov (Tschernikow) und Droužetice (Drauschetitz).

### Nachbargemeinden
Nachbarorte sind Klínovice und Černíkov im Norden, Kaletice, Radomyšl, Domanice und Rohozná im Nordosten, Hořejší Mlýn, Kbelnice und Rovná im Osten, Řepice und Slaník im Südosten, Strakonice I und Habeš im Süden, Dražejov und Katovice im Südwesten, Hradec und Krty im Westen sowie Mnichov, Borek und Hubenov im Nordwesten.

## Geschichte
Archäologische Funde belegen eine frühzeitliche Besiedlung der Gegend.
Bei Droužetice wurde eine ausgedehnte Begräbnisstätte der jüngeren Burgwallzeit aus dem 5. Jahrhundert v. Chr. entdeckt. Außerdem wurden im Wald Tisovník altslawische Hügelgräber gefunden. Auf dem Hügel Hradec befinden sich Reste einer slawischen Burgstätte.
Die erste schriftliche Erwähnung von Droužetice erfolgte 1207 in einer Schenkungsurkunde Ottokar I. Přemysls an das Kloster St. Georg auf der Prager Burg, in der der König den Benediktinerinnen Einkünfte aus mehreren Dörfern überließ. Der Ortsname leitet sich vom Personennamen Drůžata ab. Im 14. Jahrhundert gehörte das Dorf den Bavor von Strakonitz und war der Burg Strakonice untertänig. Wilhelm von Strakonitz verkaufte 1345 einer Familie Maruška für vier Schock Prager Groschen den emphyteutischen Gerichtshof in Droužetice nebst einer Viertelhube Land erblich. Bavor IV. von Strakonitz bestätigte 1368 der Witwe seines Hegers Jan genannt Kajče, eine Urkunde seines Onkels Wilhelm über den emphyteutischen Verkauf einer Viertelhube und zwei Morgen in Droužetice. Břeněk von Strakonitz verkaufte 1398 den Brüdern Jan genannt Kočka, Oldřich und Ctibor von Miloňovice erblich ein Vorwerke mit zwei Gewenden in Droužetice sowie Einkünfte aus Černíkov, den Wald Ryšov und die Wiese Panie lúka. Daraus entstand später nach einer Güterteilung das Vladikengut des Oldřich Kočka von Miloňovice. Er ließ in Droužetice als seinen Sitz eine Feste erbauen. 1431 wurde er als Vormund der Kinder des Oldřich von Kraselov zum letzten Male erwähnt. Im Jahre 1467 besaß Jan Kočka von Miloňovice die Feste Droužetice mit dem Vorwerkshof und dem Dorf Droužetice, dem Dorf Černíkov, je einem Acker in Podolí und Rohozná sowie weiterem Zubehör.
Die Kočka von Miloňovice hielten den Besitz bis zum Ende des 15. Jahrhunderts. Danach erwarb Jan Řepický von Sudoměř das Gut und schloss es an Řepice an. Die Feste verlor ihre Bedeutung als Herrensitz und verfiel. Als Jan Hodějovský von Hodějov 1552 das Gut Řepice kaufte, wurde die Feste Droužetice als wüstes Schloss bezeichnet. In der Mitte des 16. Jahrhunderts verpfändeten die Hodějovský von Hodějov das Gut Droužetice an die Familie Lipovský von Lipovice. 1591 lösten sie das Pfand wieder aus und Droužetice wurde wieder mit Řepice vereint. Nach der Schlacht am Weißen Berg wurden die Güter der Hodějovský von Hodějov. konfisziert. Nachfolgende Besitzer waren die Stadt Strakonice, danach Ursula von Kolowrat. Im Jahre 1649 kaufte Jan Anton Losy von Losinthal das Gut Řepice einschließlich Droužetice und schlug es seiner Herrschaft Stiekna zu. Ab 1781 besaßen die Grafen Windisch-Graetz die Herrschaft.
Im Jahre 1840 bestand Drauschetitz / Draužetice  aus 26 Häusern mit 216 Einwohnern. Im Dorf gab es einen herrschaftlichen Meierhof, einen Hammelhof und eine Forstadjunktenwohnung. Um Drauschetitz wurden mehrere Kalksteinbrüche betrieben. Pfarrort war Strakonitz. Bis zur Mitte des 19. Jahrhunderts blieb das Dorf der Allodialherrschaft Stiekna samt dem Gut Mladiegowitz untertänig.
Nach der Aufhebung der Patrimonialherrschaften bildete Droužetice/Drauschetitz ab 1850 mit dem Ortsteil Černěkov / Cernekow eine Gemeinde in der Bezirkshauptmannschaft und dem Gerichtsbezirk Strakonice. Im Jahre 1880 lebten 349 Menschen in Droužetice. Am 1. April 1976 wurde die Gemeinde aufgelöst; Droužetice wurde nach Strakonice eingemeindet und Černíkov nach Radomyšl. Nach einem Referendum löste sich Droužetice am 1. Januar 1992 wieder von Strakonice los und bildete eine eigene Gemeinde. Mit Beginn des Jahres 1993 wurde Černíkov von Radomyšl nach Droužetice umgemeindet.

## Kultur und Sehenswürdigkeiten
- Kapelle der Jungfrau Maria in Droužetice, erbaut 1880 anstelle eines Vorgängerbaus von 1764, hier befand sich bis 1978 die Madonna von Droužetice
- Ehemaliger Meierhof Droužetice mit jüngeren Mauerresten des Vladikengutes. Die Kunsthistorikerin Alžběta Birnbaumová entdeckte in den 1930er Jahren Reste eines gemalten Wappens. Von der Feste der Kočka von Miloňovice hat sich nichts erhalten.
- Kapelle in Černíkov
- Naturdenkmal Ryšová, am gleichnamigen Hügel
- Reste einer slawischen Burgstätte auf dem Hradec, östlich des Dorfes
- Naturreservat Tisovník, in dem Berg wurde in der zweiten Hälfte des 20. Jahrhunderts eine ausgedehnte Bunkeranlage errichtet, über die in der Bevölkerung Gerüchte über ein Munitions- oder gar Kernwaffendepot kursierten. Tatsächlich sollte sie wahrscheinlich der 4. Armee der ČsF als Hauptquartier für den Kriegsfall dienen. Die Bunker werden weiterhin durch die Tschechische Armee unterhalten, der westliche Teil des Berges ist Sperrgebiet.
- Die um 1420 geschaffene Madonna von Droužetice (Droužetická Madona) wurde in den 1930er Jahren von der Kunsthistorikerin Alžběta Birnbaumová im Zuge der Aufnahme eines Inventars der historischen und Kunstdenkmale des Bezirkes Strakonitz in der Dorfkapelle entdeckt. Die Herkunft des Kunstwerkes, das einst Teil eines gotischen Altars war, ist unklar. Überlieferungen zufolge soll sie als Geschenk oder durch Kauf aus Plzeň nach Droužetice gekommen sein, auch ist davon die Rede, dass sie 1741 von den Franzosen in das Dorf gebracht worden sei. Möglicherweise stammt die hölzerne Figur aus einer Strakonicer Kirche, dem Galluskirchlein in Čejetice, bzw. der Kirche des hl. Ägidius in Řepice, die im 18. Jahrhundert barockisiert wurden, oder aus der Kapelle der Feste Řepice. 1978 wurde die Madonna in das Museum in Strakonice überführt und dort restauriert. Sie wurde auf der Expo 2000 im tschechischen Pavillon präsentiert. Eine Kopie befindet sich im Gemeindeamt. Ladislav Stehlík inspirierte die Figur zum Gedicht Droužetická Madona.